# Ливна
Ливна или Лобана (ивр. לִבְנָה‎ , белизна; лат. Lobana) — независимый город во время израильского завоевания Ханаана, вероятно, недалеко от западного побережья Израиля, со своим собственным царём. Считается, что он был важным источником дохода и восстал против Иудейского царства.

## Записи в еврейской Библии
Город был отнесен к колену Иуды как один из 13 городов коэнов во время заселения Израиля (Нав. 21:13). Город восстал во время правления иудейского царя Иорама (4Цар. 8:22 и 2Пар. 21:10) потому что Иорам «оставил Бога отцов своих». Восстание произошло в то же время, когда Едом восстал против иудейского правления (4Цар. 8:20—22).
Иудейский царь Иосия женился на Хамуталь, дочери Иеремии из Ливны (1Пар. 3:15; 4Цар. 23:31, 32; 24:17, 18, Иер. 22:11). Двое из их сыновей, Иоахаз и Седекия, также стали царями Иудеи.
Армия Сеннахириба могла бы напасть на Ливну в 701 г. до н. э. Однако Езекия уже сдался в Лахише. Возможно, редактор перевернул историческую хронологию. Согласно библейскому повествованию (2Цар. 32:20, 21), ангел Яхве уничтожил вражеское войско, а в 4Цар. 19:35 утверждается, что число убитых ассирийских солдат составило 185 000 человек. Большое количество солдат, погибших за одну ночь, объясняется, возможно, отравлением, версия Таргума ссылается на эпидемию.
Евсевий и Иероним описывают Ливну как деревню в районе Элевтерополя (Бейт-Губрин), которая в их время называлась Лобана или Лобна.

## Как станция Исхода
Ливна — это также название 17-й стана израильтян во время Исхода. Контекст предполагает, что эта Ливна находилась где-то в Синайской пустыне, которую, как описывается, пересекли израильтяне, прежде чем войти в землю Ханаанскую.

## Возможные места и раскопки
- Тель-Лавнин (Хурбет Телль эль-Бейда) в Иудейской Шфеле[3]
- Телль-Зейт[англ.][4]
- Тель-Бурна[англ.], на основе предложения Уильяма Олбрайта[5][6][7][8] Тель-Бурна был укреплен, находился между филистимским городом Гат и иудейским городом Лахиш и был постоянно заселен, начиная с бронзового века. До иудейского периода это, по-видимому, был языческий культовый центр[9]
- Телль-эдж-Иудейда[англ.][10]